# Иван Николов-Комитата
Иван Николов, известен като Комитата, е български революционер, деец на Вътрешната македоно-одринска революционна организация.

## Биография
Роден е в 1870 година в лозенградското село Курудере, тогава в Османската империя, днес в Турция. Влиза във ВМОРО още млад, като първоначално е легален член на комитета, а по-късно нелегален четник. През пролетта на 1903 година влиза в четата на Михаил Герджиков, а след това е при Петър Ангелов и Пеню Шиваров, с които действа при селата Блаца и Маджура. Участва на Конгреса на Петрова нива с четата на Стоян Петров.
При избухването на Илинденско-Преображенското въстание Стоян Петров го прави войвода на отряд от 30 души, с който се сражава срещу османските части при Курудере. При потушаването на въстанието охранява изтеглянето на бежанците към Свободна България.
В 1912 година при избухването на Балканската война е доброволец в Македоно-одринското опълчение и служи в 3-та бригада - огнестрелния парк и действа с Кърджалийския отряд при Дедеагач, Малгара, Кешан, Шаркьой. Участва и в Междусъюзническата война и се сражава със сръбската армия при Щип, Кочани, Султан тепе.
На 16 март 1943 година, като жител на Белоградец, Провадийско, подава молба за българска народна пенсия. Свидетели са му Георги Костадинов Тодоров, Димитър Стоянов Кирязов и Станчо Георгиев Станчев от Аксаково, Варненско. Пенсията е одобрена и пенсията е отпусната от Министерския съвет на Царство България.